# Джай-Терек
Джай-Терек (кирг. Жай-Терек) — село в Базар-Коргонском районе Джалал-Абадской области Кыргызстана. Входит в состав Арстанбапского айылного аймака.

## География
Село расположено в юго-восточной части области, на расстоянии приблизительно 26 километров (по прямой) к северо-востоку от города Базар-Коргон, административного центра района. Абсолютная высота — 1621 метр над уровнем моря.

## Население
Согласно оценочным данным Национального статистического комитета Кыргызской Республики, численность населения села на начало 2023 года составляла 3205 человек.
| год     | 2009 | 2014 | 2015 | 2020 | 2021 | 2023 |
| ------- | ---- | ---- | ---- | ---- | ---- | ---- |
| человек | 2834 | 3174 | 3285 | 2988 | 3031 | 3205 |